# Стадион ИМГ Академије
Стадион ИМГ Академије (енгл. IMG Academy) је припремни интернат и дестинација за спортску обуку у Брејдентон, Флорида, Сједињене Америчке Државе.
ИМГ академија се простире на преко 600 хектара и садржи програме који се састоје од спортских кампова за младе спортисте, кампова за одрасле, интерната, укључујући постдипломски/гап-годишњи програм, догађаје, професионалну и колегијалну обуку, групно гостовање, и корпоративна повлачења. ИМГ Академи је у власништву Ендеавора.

## Историја
Ник Болетијери је основао Тениску академију Ник Болетери 1978. године. Спортска компанија ИМГ купила је академију 1987. године. ИМГ је 1993. године купио омладинско одељење Голф академије Давид Лидбетер и додао програме за фудбал и бејзбол 1994. године. Програми за хокеј и кошарку додани су 2000. односно 2001. године, а до 2002. године кампус ИМГ-а се проширио на 190 acres (0,77 km2) ИМГ академија је обуставила свој хокејашки програм 2003. године а Фудбал је додат 2010.  године као и лакрос. Атлетика и крос су додати 2013. године.
ИМГ Академија тренутно се налази на 450 acres (180 ha) земље, а 2011. године, ИМГ је платио 7,5 милиона долара за додатних 110 acres (45 ha) у близини садашњег кампуса ради будућег проширења.  У 2014. години ИМГ је купио додатних 24 acres (9,7 ha). Земљиште се граничи са западним кампусом ИМГ-а, где академија спортских перформанси пролази кроз проширење од 198 милиона долара.
Школа „ИМГ Пендлетон” је основана 1999. године као припремна школа за колеџ за студенте атлетике. 2012. године школа мења назив у „ИМГ академија“. Она пружа и академске и атлетске.

## Програми

### Тениски програми за дечаке и девојчице
Тениски програми ИМГ Академије нуде тениске кампове током целе године у трајању од једне до пет недеља и води их директор Рохан Гецке. Кампус има 35 отворених терена са тврдом подлогом, 5 затворених терена са тврдом подлогом и 16 терена са зеленом шљаком.
Године 1987, тридесет два студента академије или бивших студената учествовала су на жребу на Вимблдону, а двадесет седам је било на УС Опену. Међу познатим прошлим студентима су Моника Селеш, Андре Агаси, Џим Куријер, Кеи Нишикори, Ана Курникова, Серена Вилијамс и Марија Шарапова.

### Фудбалски програми за дечаке и девојчице
ИМГ Ацадемија је понудила академски фудбалски програм и целогодишње фудбалске кампове у периоду од 1999-2017. Академија ИМГ је била дом сталног резиденцијалног програма америчког фудбала за У-16 и У-17 мушке репрезентације Сједињених Држава. Био је саставни део развоја најбољих фудбалских изгледа Сједињених Држава за омладину. Првобитна идеја резиденцијалног програма била је да се елитним играчима пружи прилика да тренирају у професионалном окружењу пошто већина клубова МЛС није имала значајан систем омладинске академије пре 2009. године. „Академија Брадентон” је порасла са почетних двадесет играча на тридесет у 2002. а затим на четрдесет у 2003. Програм је био подељен на У-16 и У-17. Програм за девојчице је био члан Лиге академије за девојчице.
Типичан дан за студенте спортисте у Брадентону састојао се од академских часова ујутру, након чега је уследио спортски тренинг у поподневним сатима. Студенти на академији су похађали убрзане курсеве и дипломирали средњу школу годину дана раније, чинећи играче који не постану професионалци одмах међу најзапосленијим перспективама у колеџ фудбалу. Академија вуче корене из Пројекта 2010, који је истакао начине на које би амерички фудбал могао да учини да сениорска мушка репрезентација постане легитимна претња за освајање Светског првенства до краја деценије. Два програма која су настала из пројекта 2010 су генерација Адидас (раније названа Проџект-40) и Брадентон академија. Академија је покренута у јануару 1999. уз подршку ИМГ-а и Нике, али је затворена 2017. због ширења програма Академије за развој САД.